# Mount Morning
Mount Morning ist ein ruhender oder erloschener, kuppelförmiger und 2723 m hoher Schildvulkan im ostantarktischen Viktorialand. Er ragt westsüdwestlich des Mount Discovery und östlich des Koettlitz-Gletschers auf. Einer seiner Nebengipfel ist der Tirohanga Hukapō am Nordwesthang.
Der heutige Berg entstand in zwei Phasen vulkanischer Eruptionen von 18,7–11,4 Mio. Jahren BP sowie von 6,13–0,02 Mio. Jahren BP. Unter Berücksichtigung dieser Daten sowie des hohen Wärmeflusses und der Lage an einer aktiven Riftzone ist Mount Morning eher als ruhender denn als erloschener Vulkan zu betrachten.
Entdeckt wurde der Berg bei der Discovery-Expedition (1901–1904) unter der Leitung des britischen Polarforschers Robert Falcon Scott. Benannt ist er nach der Morning, einem von zwei Rettungsschiffen der Forschungsreise.